# NHKニュース9
『NHKニュース9』（エヌエイチケイ ニュース・ナイン）は、1993年4月5日から2006年3月31日までNHK総合テレビジョンとモバイル放送のモバイル.n、海外向けのNHKワールドTV、NHKワールド・プレミアムで放送された日本時間 (JST) の平日（後に月曜日〜金曜日）21時台の総合報道番組である。

## 歴史
1993年4月5日に『NHKニュース21』を衣替えして放送開始。「ニュースセンター9時」から続いていた基幹ニュース番組のポジションを19時台の『NHKニュース7』に移し、『ニュース21』まで1時間だった放送時間を30分に縮小した。前半は全国のニュース、21時20分からローカルニュースを放送。
『NHKニュース21』で放送されていた特集は21時30分から放送の『クローズアップ現代』に移して、『ニュース9』はその日一日のニュースに特化した内容となった。なお、祝日は放送休止、代わりに20時45分 - 21時にニュースを放送（後半5分はローカルニュース）。21時台は『NHKスペシャル』などの特集番組を放送した。
1996年には『NHKニュース7』が40分に短縮、「ニュース9」は逆に拡充され、ローカルニュースが別番組扱いになり、30分全て全国放送になった。これに伴い、『ニュース7』から移籍する形でニュース特集を開始。特派員経験豊富な藤澤がキャスターだった事もあり国際情勢を積極的に取り上げる他、スポーツニュースも追加。気象情報についてはこの時から気象キャスターの出演は無くなった。21時28分に天気予報、21時29分丁度からトピックスを伝えて終了する。また、同年9月27日の放送は、同日に衆議院が解散された事により『NHKニュース7』が21時まで拡大放送を行い、その後にローカルニュースを放送した事から、15分繰り下がる21時15分開始となった。
2000年3月27日に、22時台に『NHKニュース10』がスタートしたことに伴い、NHK総合テレビジョンの平日19時から24時までの番組編成が大幅に見直されたため、21時15分までの放送になった。同時に1995年4月から行われていた副音声の英語吹き替え放送による2か国語放送を取り止め、『ニュース10』へ移行した。2000年10月から最終回まではリアルタイム字幕放送を実施。
2001年9月12日には前日に発生したアメリカ同時多発テロ事件による特別編成のため、衛星ハイビジョンでも同時放送した（その日は総合テレビ同時放送を続けた）。
2004年4月からは祝日の放送休止をやめ、定時に放送されるようになった。2004年8月には、2週間夏の特集編成のため番組を休止し、土・日同様20時45分から10分間を全国ニュース（字幕放送あり）、残りの5分間ローカルニュースを放送。
2005年10月31日は第3次小泉改造内閣発足による内閣総理大臣の記者会見などで放送時間拡大。衛星第1テレビでも会見の模様など一部の時間を同時放送。字幕放送は無し。
2006年4月の番組編成見直しで、『NHKニュース10』が『ニュースウオッチ9』に改題の上、21時台に時間を繰り上げ大幅リニューアルするのに伴い『ニュース9』は同年3月31日に終了した。21時台のニュース番組としては『NHKニュース21』以来約13年ぶりの1時間番組となる。
スタジオセットはいずれも同時期の『ニュース7』と共用。1995年から2000年は「NC-Aフロア」の地球儀を背景に、2000年以降はスクリーンに映るCG→天気カメラ映像を背にしての放送。

## 出演者
| 期間 | 期間      | キャスター | 気象情報           | 気象情報           | キャスター代役                                    |
| 期間 | 期間      | キャスター | 月 - 木            | 金                 | キャスター代役                                    |
| --- | --------- | ---------- | ------------------ | ------------------ | ------------------------------------------------- |
| 1993.4.5 | 1994.4.1  | 石澤典夫1  | 村山貢司2          | 中村次郎3          | 村上信夫                                          |
| 1994.4.4 | 1995.3.31 | 石澤典夫1  | 村山貢司2          | 村山貢司2          | 末田正雄 石戸谷健一 宮田修 小野卓司 濱中博久 ほか |
| 1995.4.3 | 1998.3.27 | 藤澤秀敏4  | （キャスター兼務） | （キャスター兼務） | 末田正雄 石戸谷健一 宮田修 小野卓司 濱中博久 ほか |
| 1998.3.30 | 1999.3.26 | 川端義明   | （キャスター兼務） | （キャスター兼務） | 末田正雄 石戸谷健一 宮田修 小野卓司 濱中博久 ほか |
| 1999.3.29 | 2000.3.24 | 道傳愛子   | （キャスター兼務） | （キャスター兼務） | 武田真一                                          |
| 2000.3.27 | 2001.3.30 | 畠山智之5  | （キャスター兼務） | （キャスター兼務） | 武田真一                                          |
| 2001.4.2 | 2002.3.29 | 畠山智之5  | （キャスター兼務） | （キャスター兼務） | （放送休止）                                      |
| 2002.4.1 | 2003.3.28 | 畠山智之5  | （キャスター兼務） | （キャスター兼務） | 出山知樹                                          |
| 2003.3.31 | 2004.3.26 | 畠山智之5  | （キャスター兼務） | （キャスター兼務） | （放送休止）                                      |
| 2004.3.29 | 2006.3.31 | 畠山智之5  | （キャスター兼務） | （キャスター兼務） | 末田正雄                                          |
| - 1 『6時のニュース』を兼務。 - 2 『NHKニュース7』気象情報兼務。 - 3 『イブニングネットワーク』気象情報を兼務。 - 4 当時NHK外信部記者。（藤澤以外のキャスターは全員がNHKアナウンサー） - 5 『NHKニュース7』キャスターを兼務。2001年と2003年の畠山休暇時は休止。 |           |            |                    |                    |                                                   |

## 放送時間
| 期間      | 期間      | 放送時間           | 備考                                                           |
| --------- | --------- | ------------------ | -------------------------------------------------------------- |
| 1993.4.5  | 2000.3.24 | 平日 21:00 - 21:30 | 放送開始から1996年3月まで21:20 - 21:30はローカルニュースを放送 |
| 2000.3.27 | 2006.3.31 | 平日 21:00 - 21:15 | NHKワールドのみオリンピック期間中は1時間遅れの時差放送         |

※なお、新内閣発足の直後に放送される『新閣僚に問う』放送の場合は休止することもある。

## 歴代オープニング
初代：1993年4月5日 - 1995年3月31日（テーマ曲は正午のニュースと共通）
　ピンクと紫色のグラデーションをバックに世界地図が浮かび、その周りを紫の線が回転している。しばらくすると画面左上から透明な球体が下りてきて中央に留まり、それに引っ張られるようにしてタイトルロゴが現れる。
2代目：1995年4月3日 - 2000年3月24日
　濃い青の背景をバックに透明な輪が何重にも形成され、その輪が起き上がると最後の一重が「9」のロゴになる。その後右側から「NHKニュース」のロゴとともに画面中央に収まる。
1996年4月1日からは冒頭に「9」のロゴが大きく描かれた立方体が敷き詰められ、右上部分が発光した後手前に消えるアニメーションが追加された。
3代目：2000年3月27日 - 2003年11月28日
　暗い空間に光線が飛び込むと、光の線が網目のように縦横に飛び交う。しばらくするとタイトルロゴの書かれた細い柱がいくつもせりあがり、それらが合体する。
2003年3月31日にCGがマイナーチェンジされている。
2003年12月1日の地上デジタル放送・ハイビジョン放送開始に伴い、以後はオープニングのアニメーションを廃止。同日以降は番組開始と同時にスタジオの映像が映し出されて、畠山が「こんばんは、『ニュース9』です」と言って番組が始まるようになった。後にニュースとニュースの境目にアイキャッチCGアニメを導入。

### 歴代エンディング
開始当初はエンディングテーマ曲が無かったが、2001年度からお天気カメラの中継映像をバックにエンディングテーマ曲が流されるようになった。2002年度からは、『ニュース7』と同様に各地の映像にキャスターのコメントが入る形式になった。
最終回では、最後に畠山が「明日から4月です。この時間来週月曜日からは、新番組『ニュースウオッチ9』が始まります。ぜひ、ご覧下さい」と話して番組が終了した。